# Japan Pro Golf Tour 64
Japan Pro Golf Tour 64 (日本プロゴルフツアー) é um simulador de golfe lançado para o Nintendo 64DD. O jogo foi desenvolvido pela SETA, e lançado pela Media Factory em 2000 somente no Japão.